# Filip Eriksson
Filip Kim Oskar Eriksson, född 25 augusti 1998, är en svensk fotbollsmålvakt som spelar för Piteå IF.

## Karriär
Erikssons moderklubb är Värnamo Södra FF. Han spelade en ligamatch i Division 3 Sydöstra Götaland 2013 samt ytterligare en ligamatch i Division 3 säsongen 2014.
Inför säsongen 2015 gick Eriksson till IFK Värnamo. Under säsongen 2017 var han utlånad till moderklubben Värnamo Södra FF. Eriksson spelade då 13 ligamatcher i Division 3.
I mars 2018 lånades Eriksson ut till division 3-klubben Gnosjö IF på ett samarbetsavtal, vilket gjorde att han var tillgänglig för spel i båda klubbarna under säsongen 2018. Den 11 april 2018 debuterade Eriksson för IFK Värnamo i Superettan i en 2–1-förlust mot GAIS. I juni 2022 meddelade IFK Värnamo att Eriksson lämnade klubben efter att inte fått någon speltid under säsongen.
I december 2022 värvades Eriksson av Piteå IF, där han skrev på ett tvåårskontrakt. I november 2023 förlängde Eriksson sitt kontrakt med ett år.

## Karriärstatistik
| Klubb                  | Säsong             | Liga                          | Liga    | Liga | Svenska cupen | Svenska cupen | Totalt  | Totalt |
| Klubb                  | Säsong             | Division                      | Matcher | Mål  | Matcher       | Mål           | Matcher | Mål    |
| ---------------------- | ------------------ | ----------------------------- | ------- | ---- | ------------- | ------------- | ------- | ------ |
| Värnamo Södra FF       | 2013               | Division 3 Sydöstra Götaland  | 1       | 0    | 0             | 0             | 1       | 0      |
| Värnamo Södra FF       | 2014               | Division 3 Nordöstra Götaland | 1       | 0    | 0             | 0             | 1       | 0      |
| Värnamo Södra FF       | Totalt             | Totalt                        | 2       | 0    | 0             | 0             | 2       | 0      |
| IFK Värnamo            | 2015               | Superettan                    | 0       | 0    | 0             | 0             | 0       | 0      |
| IFK Värnamo            | 2016               | Superettan                    | 0       | 0    | 0             | 0             | 0       | 0      |
| IFK Värnamo            | 2017               | Superettan                    | 0       | 0    | 0             | 0             | 0       | 0      |
| IFK Värnamo            | 2018               | Superettan                    | 4       | 0    | 0             | 0             | 4       | 0      |
| IFK Värnamo            | 2019               | Division 1 Södra              | 3       | 0    | 1             | 0             | 4       | 0      |
| IFK Värnamo            | 2020               | Division 1 Södra              | 6       | 0    | 0             | 0             | 6       | 0      |
| IFK Värnamo            | 2021               | Superettan                    | 9       | 0    | 1             | 0             | 10      | 0      |
| IFK Värnamo            | 2022               | Allsvenskan                   | 0       | 0    | 0             | 0             | 0       | 0      |
| IFK Värnamo            | Totalt             | Totalt                        | 22      | 0    | 2             | 0             | 24      | 0      |
| Värnamo Södra FF (lån) | 2017               | Division 3 Nordöstra Götaland | 13      | 0    | 0             | 0             | 13      | 0      |
| Gnosjö IF (lån)        | 2018               | Division 3 Sydvästra Götaland | 17      | 0    | 0             | 0             | 17      | 0      |
| Nässjö FF (lån)        | 2019               | Division 2 Östra Götaland     | 1       | 0    | 0             | 0             | 1       | 0      |
| Gislaveds IS (lån)     | 2020               | Division 3 Sydvästra Götaland | 3       | 0    | 0             | 0             | 3       | 0      |
| Totalt i karriären     | Totalt i karriären | Totalt i karriären            | 51      | 0    | 1             | 0             | 52      | 0      |